# 부천세종병원
부천세종병원은 1982년 8월 20일 대한민국에서 최초로 설립된 심장병 전문병원이다. 1989년 보건복지부로부터 심장병 특수진료기관으로 지정된 데 이어 2005년부터 2024년까지 국내 유일의 심장전문병원으로 지정되어 오고 있다. 2011년 11월에는 미국 JCI(국제의료기관평가기구)국제 인증을 획득하였다.

## 심장 수술
2005년 건강보험심사평가원이 평가한 '급성심근경색 사망률이 낮은 병원'중 2위로,  2011년에는 보건복지부 선정 '관상동맥우회술을 가장 잘하는 병원' 10곳 중 하나로 꼽혔다. 또한 세종병원은 신경과, 신경외과, 응급의학과, 재활의학과, 심장내과의 유기적인 뇌졸중 협진 시스템이 갖추어져 있으며 뇌졸중 전담간호사가 24시간 상주하는 뇌졸중 집중치료실을 운영하고 있다.

## 연혁
- 1981년 7월 29일 : 의료법인 설립 (혜원의료재단)
- 1982년 8월 20일 : 병원 진료개시
- 1983년 5월 19일 : 인턴 수련병원 지정
- 1983년 9월 26일 : 허가병상수 변경 (100병상에서 200병상)
- 1984년 6월 30일 : 임상의학지 "세종의학" 발간
- 1984년 9월 1일 : 심장병연구소 개설
- 1984년 11월 15일 : 허가병상수 변경 (200병상에서 300병상)
- 1987년 3월 6일 : 동물실험실 개설
- 1987년 9월 23일 : '세종심장병연구소'를 '세종의학연구소'로 확대개편
- 1987년 10월 26일 : 자체개발 인공심장을 송아지에 이식 성공
- 1989년 7월 1일 : 심장병 특수진료기관으로 지정
- 1994년 4월 6일 : 민간병원 최초로 심장이식수술 성공
- 1996년 4월 1일 : 종합검진실 개설
- 1998년 12월 21일 : 인공심장실 개설
- 2000년 11월 29일 : 병실 변경(420병상에서 390병상)
- 2001년 2월 9일 : 무혈센터 확장 개소
- 2003년 4월 9일 : 건강증진센터 개설
- 2005년 7월 1일 : 심장질환전문병원 시범병원으로 지정
- 2008년 4월 28일 : 심장질환 전문병원 시범병원으로 재선정
- 2009년 3월 1일 : 뇌혈관(중풍)센터 오픈
- 2009년 8월 2일 : 외국인환자 유치의료기관 등록
- 2010년 10월 15일 : 국제의료전용 병동 오픈
- 2011년 1월 5일 : 미국 시카고 법인 설립 (법인명 : 세종메디컬 (SJ MEDICAL, Inc))
- 2011년 4월 1일 : 지역거점 응급의료센터 지정
- 2011년 10월 11일 : 카자흐스탄 국비지원환자 송출병원 지정
- 2011년 11월 1일 : 보건복지부 심장전문병원 선정
- 2011년 11월 22일 : 국제의료기관평가기구(JCI) 인증 획득
- 2012년 5월 17일 : 뇌졸중 집중 치료실 개소
- 2012년 5월 22일 : 세종 유라시아 병원 기공식 (카자흐스탄 알마티 시)
- 2013년 4월 8일 : ‘세종 의료경영아카데미’ 개설
- 2013년 5월 14일 : ‘보호자 없는 병원’ 시범사업 병원 선정
- 2013년 9월 23일 : 심장내과 야간진료 시작
- 2014년 2월 3일  박진식 이사장 취임
- 2014년 10월 25일  2회 연속 JCI 전 부문 재인증 획득
- 2015년 1월 1일 보건복지부 지정, 제 2기 심장전문병원
- 2015년 5월 21일 국내 최초, 관상동맥우회술 최고령 환자 수술(91세 9개월)
- 2015년 6월 19일 대한민국 최초 심장통합진료 시행
- 2015년 6월 30일 TAVI 실시기간 보건복지부 승인
- 2016년 10월 1일 신규 HI 도입
- 2016년 11월 22일 모바일앱 '스마트세종병원' 오픈
- 2017년 8월 2일 보건복지부 2주기의료기관 인증 획득
- 2017년 9월 8일 대한민국 최초, 3D 입체 내시경 심장수술 성공
- 2017년 11월 14일 심장전문병원 최초, 3회 연속 JCI 국제인증 획득
- 2018년 3월 8일 대한민국 최초 최장거리(600km) 심장이식 성공
- 2019년 9월 3일 대한민국 최초, 3D 내시경 이용 대동맥판막치환술 성공
- 2019년 9월 23일 종합병원 최초, 좌심실보조장치 삽입술 성공
- 2019년 10월 30일 대한민국 최초, 심장질환임상치료 프로그램(CCP) 인증 획득
- 2020년 3월 12일 2년 연속, 대한민국 100대병원 최상위병원 선정(美 뉴스위크)
- 2020년 7월 1일 6년 연속, 경피적 대동맥판막삽입술(TAVI) 실시기관 선정
- 2020년 8월 26일 관상동맥우회술 적정성 평가 12년 연속 1등급 획득
- 2021년 1월 5일 대한민국 유일, 4주기 연속 심장전문병원 지정
- 2021년 3월 2일 부천세종병원 명칭 변경
- 2021년 4월 27일 종합병원 최초 3세대 인공심장 '하트메이트 3' 삽입술 성공
- 2021년 5월 14일 세종병원그룹-숭실대학교 상호 협력을 위한 협약 체결
- 2021년 5월 24일 혈관촬영실 확장 및 리모델링 완료
- 2021년 6월 17일 세종병원그룹-엔컴퓨팅 미래형 친환경 데스크톱 가상화 PC인프라 구축 협약 체결
- 2021년 6월 28일 심장재활센터 개소 15주년 기념식 성료
- 2021년 7월 15일 부천세종병원-부천시-하바롭스크시, 심장병 어린이 무료수술 재협약
- 2021년 7월 15일 폐렴 적정성 평가 4회 연속 1등급 획득
- 2021년 7월 19일 보건복지부 3주기 의료기관 인증 획득
- 2021년 8월 4일 혜원의료재단, 부천시립노인복지시설 재수탁
- 2021년 8월 4일 의료관련감염병 예방관리사업 우수기관 선정
- 2021년 8월 6일 의대생 대상 소아심장 분야 실습지원기관 선정
- 2021년 8월 10일 ‘응급의료센터 심포지엄’ 성료
- 2021년 8월 12일 다제약물관리 시범사업 기관 선정
- 2021년 8월 12일 경기도 제 11호 생활치료센터 운영
- 2021년 8월 26일 종합병원 최초 13년 연속 관상동맥우회술 적정성평가 1등급 획득
- 2021년 8월 26일 세종병원그룹, ESG 경영위원회 출범식 및 정기회의 개최
- 2021년 8월 27일 전자동의서 시스템 구축
- 2021년 8월 31일 코로나19 중등증 환자 전담치료병상 운영
- 2021년 10월 1일 긴급 대동맥 수술 핫라인 구축 및 신속 치료 시스템 개편
- 2021년 10월 15일 세종병원 공식 캐릭터 "안녕푸름이" 최종선정
- 2021년 11월 3일 이식 대체수술 목적의 좌심실보조장치삽입술 성공
- 2021년 11월 4일 부천세종병원 - 부천시 주관 2021 부천국제의료관광컨퍼런스 개최
- 2021년 11월 11일 부천시 아동학대 전담의료기관 지정
- 2021년 11월 11일 3-Day Seminar 및 APCIS 2021 (아세아•태평양 심장혈관 중재 및 수술 심포지엄) 개최
- 2021년 11월 27일 제 14회 개원의 연수강좌 (온라인) 개최
- 2021년 12월 1일 ㈜스타메드- 부천세종병원 '심혈관 고주파 의료기기 개발' 협약 체결
- 2021년 12월 13일 병동간호부, 국민건강보험공단 표창 수상
- 2021년 12월 20일 코로나19 환자 재택치료관리 의료기관 선정
- 2021년 12월 31일 경기도지사 국제의료사업 유공기관 표창
- 2022년 1월 1일 해외 심장병 환자 의료나눔 시행
- 2022년 2월 11일 종합병원 최초, 대동맥 수술 분야 신의료기술 ‘E-vita OPEN NEO(Artivion Inc.)’ 시행
- 2022년 2월 14일 국내 최연소 인공심장수술 성공
- 2022년 2월 25일 소아심장팀 국내 최초 비수술적 경피적 2개 심장판막삽입술 성공
- 2022년 3월 4일 AI바우처 지원사업 의료기관 선정 (정보통신산업진흥원)
- 2022년 3월 7일 4년 연속 美 뉴스위크 '민간종합병원 부문 최상위 병원' 선정
- 2022년 3월 8일 인공지능빅데이터본부, 세계 최초 스마트워치 이용 심부전 진단 연구 논문 국제 학술지 Diagnostics에 게재
- 2022년 3월 28일 2년 연속 ‘다제약물 관리사업(병원모형)’ 선정
- 2022년 4월 1일 7년 연속 간호·간병통합서비스 선도병원 지정
- 2022년 5월 27일 '마취 적정성 평가' 2회 연속'1등급' 획득 (건강보험심사평가원)
- 2022년 6월 17일 부천세종병원 의료기관평가인증원 표창 수상
- 2022년 7월 13일 세종병원, 대화형 메신저 '챗봇' 도입
- 2022년 7월 21일 RPA COE 출정식
- 2022년 7월 28일 의료서비스 환자경험평가 '전반적 평가' 경기지역 1위 선정 (건강보험심사평가원)
- 2022년 7월 28일 급성기 뇌졸중 적정성 평가 5회 연속 1등급 획득 (건강보험심사평가원)
- 2022년 8월 29일 부천시 수해 이재민 후원금 1,000만원 기부
- 2022년 9월 16일 부천세종병원-사마리안퍼스 코리아, '칠드런스하트 프로젝트' 협약 체결
- 2022년 9월 20일 2022년 취약계층 의료지원 사업 공모
- 2022년 9월 30일 2022년 응급의료센터 심포지엄 성료
- 2022년 10월 6일 세종병원-뷰노, 공동개발한 24시간 이내 심정지 위험 감시 시스템 도입
- 2022년 10월 17일 나눔 실천 유공 부천시장 표창 수상
- 2022년 11월 1일 의료기관평가인증제도 기여 공로 보건복지부장관상 수상
- 2022년 11월 11일 3-Day Seminar 및 APCIS 2022 (아세아•태평양 심장혈관 중재 및 수술 심포지엄) 개최
- 2022년 11월 29일 종합병원 최초 14년 연속 관상동맥우회술 적정성평가 1등급 획득 (건강보험심사평가원)
- 2022년 11월 29일 2022 간호·간병통합서비스성과평가 A 등급 획득
- 2022년 12월 10일 제 15회 개원의를 위한 연수강좌 개최
- 2023년 1월 2일 세종병원, 전용 서체 '세종병원체' 무료 배포
- 2023년 1월 11일 서울신학대학교 대학발전기금 2천만 원 전달
- 2023년 1월 13일 부천세종병원-비즈인사이트 협약
- 2023년 1월 16일 세종병원, 해외어린이 심장병 수술 1600례 달성
- 2023년 3월 16일 혜원의료재단 세종병원 '튀르키예·시리아 지진피해 성금' 모금 세이브더칠드런 기탁
- 2023년 4월 3일 부천세종병원, 해외 의료나눔 재개
- 2023년 4월 14일 세종병원 박진식 이사장, 제31회 JW중외박애상 수상
- 2023년 4월 21일 부천세종병원, '뇌졸중센터 모범인증병원' 선정
- 2023년 5월 16일 제1회 선천성 심장질환 심포지움 개최
- 2032년 5월 16일 RPA COE 2기 발표회 성료
- 203년 5월 25일 세종병원, 국내최초 '기능성 리유저블 수술 가운' 공식 채택
- 2023년 5월 26일 세종병원 박진식 이사장, '올해의 의약평론가' 선정
- 2023년 5월 26일 세종병원그룹, 국내 최초 자동 심부전 진단 인공지능(AI) 프로그램 전격 도입
- 2023년 6월 2일 2023 스마트병원 선도모델 개발 사업체' 선정
- 2023년 6월 16일 세종병원, 의료나눔 40주년 초청행사 성료
- 2023년 6월 27일 부천세종병원, 심장 승모판막 수술에 단일공 최소침습 방법 시행
- 2023년 7월 1일 경피적대동맥판막삽입술(TAVI) 9년 연속 실시기관 선정(2023.07.01 ~ 2024.06.30) (보건복지부)
- 2023년 7월 13일 5차 폐렴 적정성 평가 1등급 획득
- 2023년 8월 9일 부천세종병원, 타슈켄트 이흘로스병원 의료협력MOU체결
- 2023년 8월 30일 부천세종병원, 국내 최초 폰탄 수술 환자 VAD 삽입 및 심장이식 성공
- 2023년 10월 17일 세종병원, '하트세이프 앱' 자체 개발
- 2023년 10월 25일 부천세종병원 소아심장혈관흉부외과 베를린하트 성공
- 2023년 11월 10일 APCIS 2023 (아세아•태평양 심장혈관 중재 및 수술 심포지엄) 개최
- 2023년 11월 18일 부천세종병원 제16회 개원의 연수강좌 시행
- 2023년 11월 30일 혜원의료재단 세종병원 박진식 이사장, '2023 감염병관리 유공자 국무총리표창'
- 2023년 12월 8일 세종병원, 장애예술인 고용 우수기관 선정
- 2023년 12월 21일 부천세종병원 외국인 환자 유치의료기관 평가 인증 기관 선정
- 2023년 12월 22일 '2023 응급의료기관 평가' 최우수 A등급 획득 (보건복지부)
- 2024년 1월 1일 대한민국 유일, 5주기 연속 심장전문병원 지정 (보건복지부)

## 같이 보기
- 박진식